# Véronique Deschamps
Véronique Deschamps (Lucette, Nelly Perreten), née le 24 mars 1928 à Berne (Suisse) et morte le 5 février 2004 à Pontoise, dans le Val-d'Oise (France) est une actrice française. Elle est l'épouse de Jean Dréville et la mère de Valérie Dréville.

## Filmographie
- 1952 : La Fille au fouet de Jean Dréville - Pietro/Angelina
- 1952 : Suivez cet homme de Georges Lampin - Yvonne Chouquet, l'employée de Courvoisier
- 1955 : Le Village magique de Jean-Paul Le Chanois
- 1955 : Escale à Orly de Jean Dréville - Denise
- 1955 : Chiens perdus sans collier de Jean Delannoy - L'assistante sociale
- 1957 : Les Fanatiques de Alex Joffé
- 1960 : Il suffit d'aimer de Robert Darène

## Théâtre
- 1956 : Les Lingots du Havre d'Yves Jamiaque, mise en scène Jean Lanier, Théâtre des Arts
- 1957 : Bobosse d'André Roussin, mise en scène de l'auteur, Théâtre de la Michodière